# Гёйтепе
Гёйтепе (азерб. Göytəpə) — город в Джалилабадском районе Азербайджанской Республики, расположенный на Ленкоранской низменности, в 6 км от железнодорожной станции Масаллы на линии Османлы-Новые — Астара.

## История
В 1840 году русские поселенцы-молокане основали на территории современного Джалилабадского района село под названием Пришиб. В 1967 году Пришиб, в то время уже посёлок, получил статус города. В 1992 году он был переименован в Гёйтепе (азерб. Синий холм).
В советское время в городе были построены авторемонтный завод, виноградарский совхоз и винодельческий завод.

## Население
По переписи 1959 года в Пришибе проживало 5085 человек, по переписи 1979 города в насчитывалось уже 9225 человек, а в 1989 году достигло 10 067 человек.
| Год  | Численность | Численность |
| ---- | ----------- | ----------- |
| 1959 | 5085        | [ 7 ]       |
| 1970 | 6951        | [ 8 ]       |
| 1979 | 9225        | [ 9 ]       |
| 1989 | 10 067      | [ 10 ]      |
| 2012 | 14 000      |             |

## Известные уроженцы
- Фарзуллаева, Кюли Мавси кызы — азербайджанский табаковод, Герой Социалистического Труда (1950).
- Махмудова, Хадижа Мурвят кызы — советский азербайджанский табаковод, Герой Социалистического Труда (1950).
- Пяткина, Любовь Матвеевна — советский азербайджанский табаковод, Герой Социалистического Труда (1950).
- Азизова, Хавяр Ягуб кызы — советский азербайджанский табаковод, Герой Социалистического Труда (1950).
- Мурсалов, Вугар Миразбар оглы — Национальный Герой Азербайджана.

## Исторические памятники
Русская церковь, построенная в 1878 году в городе Гёйтепе, сохранилась до наших дней. Памятник архитектуры включён в список памятников истории и культуры местного значения Азербайджана.  

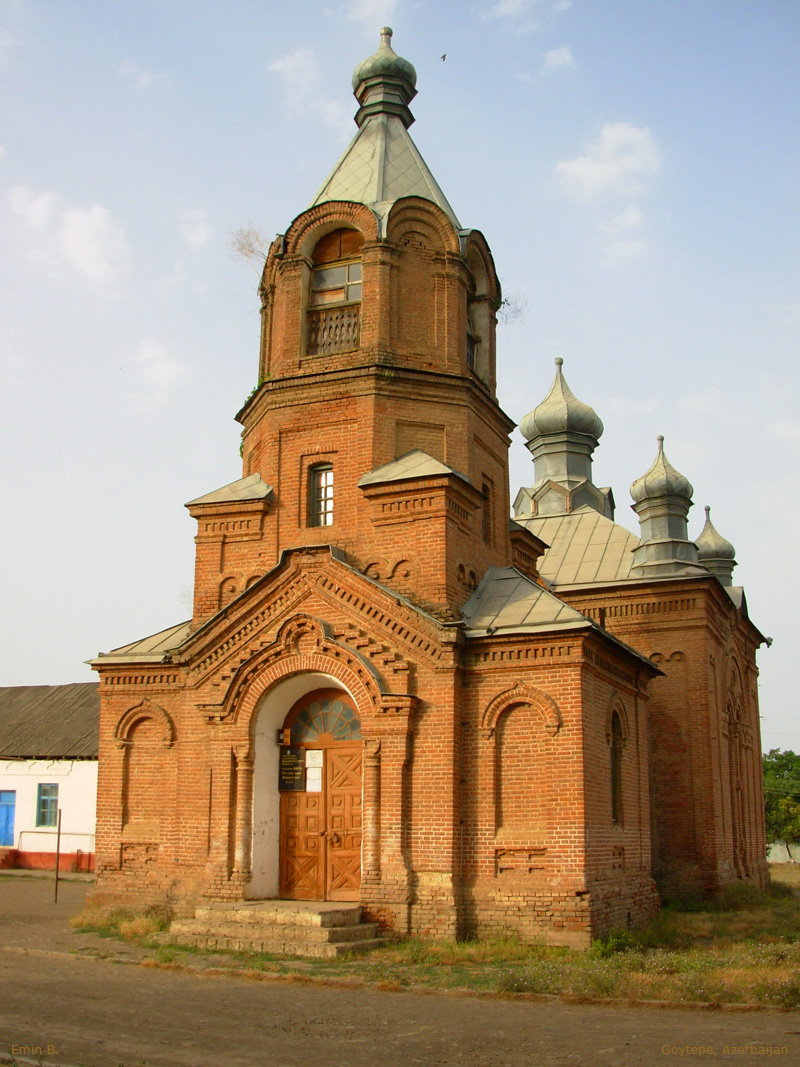
Русская церковь XIX века в Гёйтепе. Исторический памятник и музей